# Phyllanthus rubristipulus
Phyllanthus rubristipulus är en emblikaväxtart som beskrevs av Rafaël Herman Anna Govaerts och Radcl.-sm.. Phyllanthus rubristipulus ingår i släktet Phyllanthus och familjen emblikaväxter.
Artens utbredningsområde är Vietnam. Inga underarter finns listade i Catalogue of Life.